# Ila, Georgia
Ila är en ort i Madison County, Georgia, USA.